# Norman Rockwell
Pour les articles homonymes, voir Rockwell.
Norman Rockwell, né à New York le 3 février 1894 et mort le 8 novembre 1978 à Stockbridge (Massachusetts), est un illustrateur américain. Il est célèbre pour avoir illustré de 1916 à 1963 les couvertures du magazine The Saturday Evening Post, où il représenta dans un style naturaliste et réaliste, la vie quotidienne aux États-Unis dans l'entre-deux-guerres  et l'après-guerre.
Lors de la Seconde Guerre mondiale il participe à l'effort de guerre en réalisant la série d'affiche Les Quatre Libertés qui illustre un discours du président Franklin Delano Roosevelt. Marqué par la tradition de l'illustration de livres d'aventures du XIXe siècle, représentée par Howard Pyle et N. C. Wyeth, il travaille aussi pour des éditeurs notamment en illustrant Les Aventures de Tom Sawyer, ainsi que pour le cinéma et la publicité. Sa collaboration la plus longue est avec l'organisation des Boy Scouts of America de 1913 à 1976 pour qui il illustre chaque année le calendrier, et le magazine Boy's Life.
Vers la dernière partie de sa carrière il évolue vers des thèmes politiques et sociétaux, en illustrant pour la revue Look des articles sur le Corps de la paix ou la ségrégation raciale aux États-Unis. La plus grande partie de ses œuvres est conservée dans le musée qui porte son nom à Stockbridge.

## Biographie

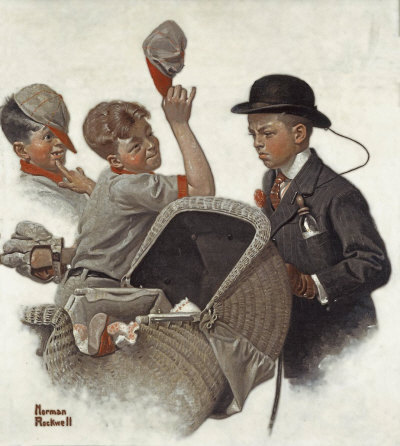
Le Garçon au landau, première couverture de Norman Rockwell pour le Saturday Evening Post du 20 mai 1916.

Dès son enfance, Norman Rockwell présente des prédispositions pour le dessin et entre en 1908 à la Chase School of Fine and Applied Arts. En 1910, il abandonne ses études et entre à l'Art Students League of New York, où il perfectionne sa technique auprès de George Bridgeman et Thomas Fogarty. La même année, il illustre son premier livre, Tell me why, Stories, et commence une longue collaboration avec le mouvement des boy-scouts des États-Unis en illustrant la revue Boys' life. 
En 1916, il se rend à Philadelphie siège du magazine The Saturday Evening Post et propose trois couvertures au directeur de la revue George Horace Lorimer, qui sont acceptées. Il devient dès lors le peintre de l'Américain moyen et son nom est identifié à cette revue dont il réalise les plus célèbres illustrations et couvertures jusqu'en 1963. En 1935, il illustre les romans de Mark Twain, Tom Sawyer et Huckleberry Finn. En 1942, il participe à l'effort de guerre en publiant Les Quatre Libertés qui acquièrent une célébrité mondiale. Dans les années 1950, il est considéré comme le plus populaire des artistes américains et fait les portraits d'Eisenhower, de Kennedy et de Nasser.
Les années 1960 voient le déclin de l'illustration au profit de la photographie et le changement de directeur artistique amène Rockwell à quitter le Saturday Evening Post. À partir de 1964, il travaille pour la revue Look et illustre des thèmes plus en relation avec les convulsions politiques du temps. Sa plus célèbre illustration pour Look, Notre problème à tous (1964), représente une petite fille noire américaine se rendant à l'école, escortée par des agents fédéraux, en pleine période ségrégationniste. Vers la fin de sa vie, il fait encore des affiches publicitaires et le calendrier des boy-scouts jusqu'en 1976.

## Sa peinture

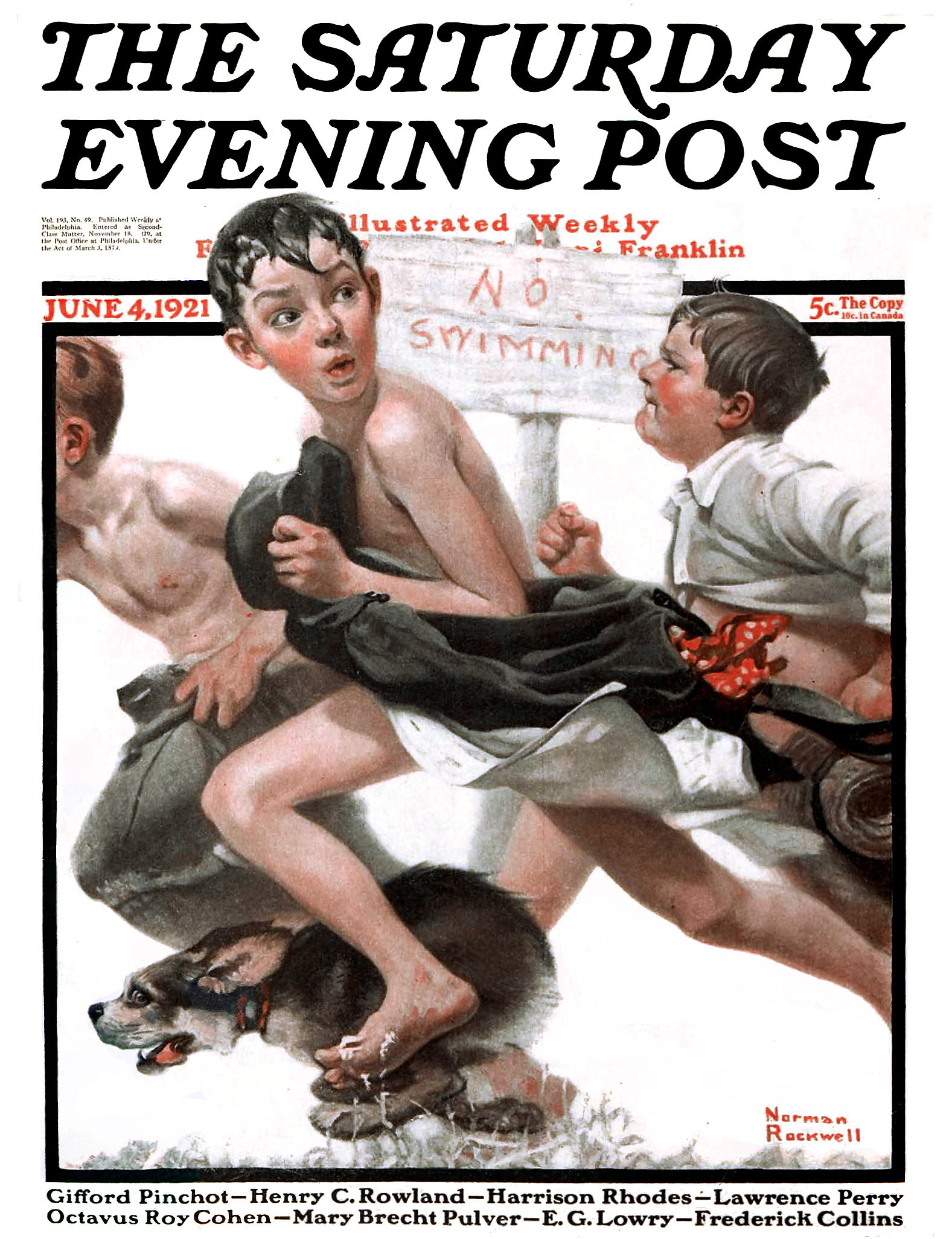
Baignade interdite, couverture du Saturday Evening Post, 4 juin 1921.

L'art de Norman Rockwell se situe dans une période charnière de l'histoire de l'illustration. Il est l'héritier de la tradition américaine du XIXe siècle et tout particulièrement de Howard Pyle, qui en fut l'un des plus importants représentants par ses livres d'aventures et qui l'influença très profondément. Dans la continuité de Joseph Christian Leyendecker, sa peinture est représentative d'une nouvelle manière qui s'imposera avec l'essor des magazines illustrés entre les années 1920 et 1950. Il fait la synthèse entre ces deux courants et, par son style précis et méticuleux, il annonce l'hyperréalisme.

### Influences
Outre Pyle et Leyendecker, Norman Rockwell fut influencé par des maîtres de l'art occidental : Vermeer, Frans Hals, Chardin, pour leurs scènes d'intérieurs, ainsi que les peintres Meissonier et Gérôme pour le travail sur les détails minutieux, ou le portraitiste John Singer Sargent. On trouve aussi des réminiscences de Winslow Homer dans ses illustrations de Tom Sawyer. Les illustrateurs anglais de l'époque victorienne ont eu aussi une grande influence, tels ceux des ouvrages de Charles Dickens ou de Lewis Carroll, Hablot Knight Browne, Arthur Rackham et John Tenniel. À son tour, Norman Rockwell influencera nombre d'illustrateurs.

### Technique

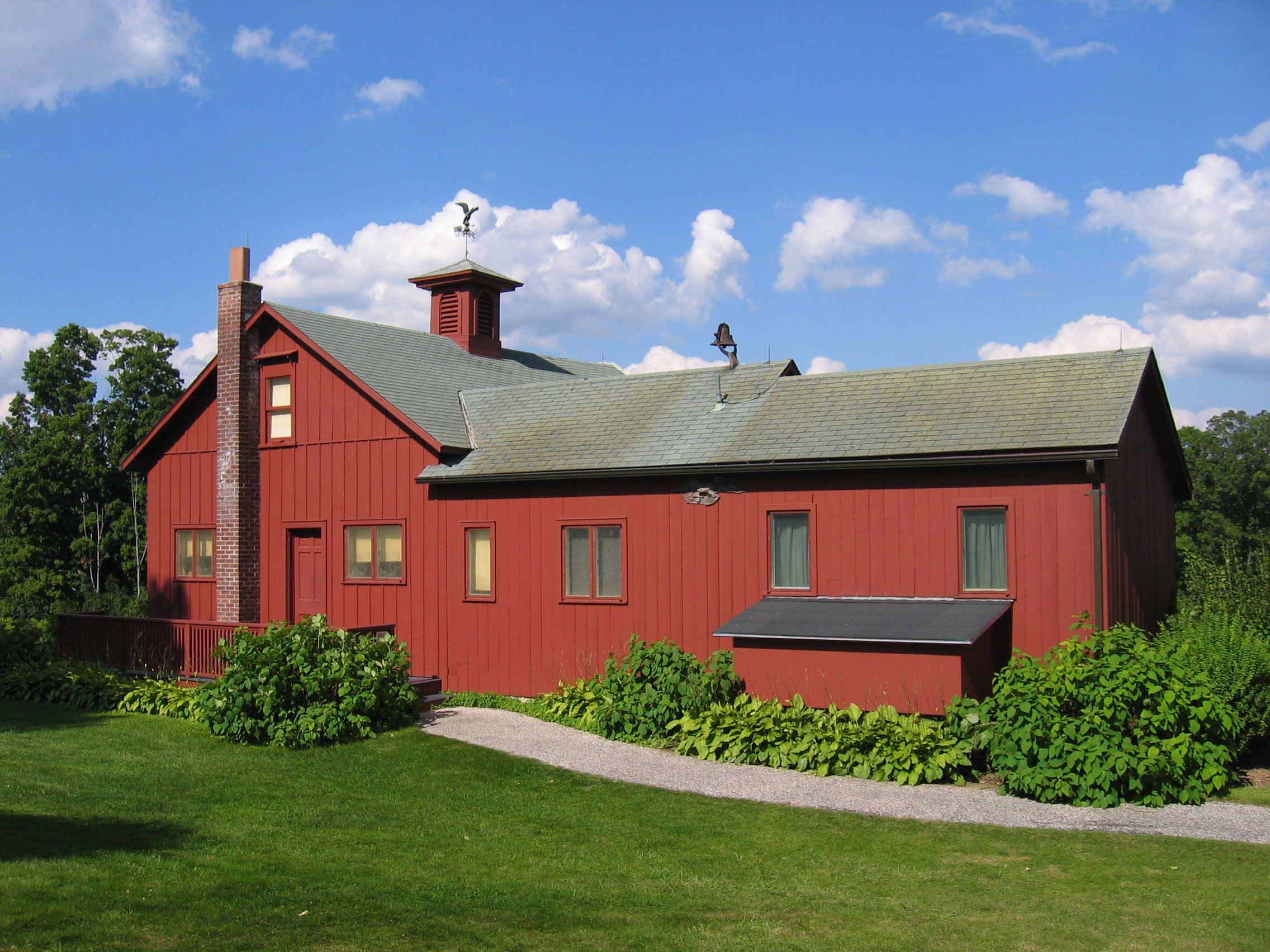
L'atelier de Norman Rockwell devenu musée, situé à Stockbridge dans le Massachusetts.

Norman Rockwell a expliqué son travail technique dans deux ouvrages, My Adventures as an Illustrator et Rockwell on Rockwell : how I make a picture. Il commençait par choisir son sujet, dont il faisait plusieurs esquisses et croquis pour élaborer l'idée de départ, puis il réalisait un dessin au fusain très précis au format identique à celui de la toile définitive. Il reportait ce dessin sur la toile et commençait la peinture proprement dite. Il peignait à la peinture à l'huile très diluée à l'essence, chaque couche était recouverte de vernis à retoucher, ce qui aura des conséquences néfastes pour la conservation de certaines de ses toiles, le vernis jaunissant de manière irrémédiable.
À partir des années 1930, Rockwell ajoute un nouvel auxiliaire à son travail, la photographie, ce qui lui permet de travailler avec ses modèles sans leur imposer des temps de pose trop longs. Le procédé aura une influence sur son œuvre en orientant sa peinture vers le photoréalisme.

### Style
Le style de Norman Rockwell a été qualifié de storyteller (narratif). Comme illustrateur, il faisait en sorte que ses œuvres soient en parfaite correspondance avec les textes qu'il illustrait (c'est le cas de Tom Sawyer). Pour ses couvertures de magazines, chaque détail avait un rôle dans la narration de la scène. Son travail a évolué d'un naturalisme hérité du XIXe siècle à une peinture plus précise dans sa période la plus prolifique. Il use aussi de la caricature pour accentuer le caractère comique de certaines situations.

## Postérité

### Hommages
- Un court-métrage récompensé aux Oscars lui est consacré en 1972 : Norman Rockwell's World... An American Dream[3].
- Le chanteur français Eddy Mitchell fait référence à l'artiste dans sa chanson de 1996, Un portrait de Norman Rockwell[4].
- Le chanteur français Johnny Hallyday fait aussi référence à l’artiste dans sa chanson de 1993, Rouler vers l’ouest.
- Le 3 février 2010, pour l'anniversaire de la naissance de Norman Rockwell, Google modifie sa page d'accueil[5].
- En décembre 2017, la ville de Stockbridge célèbre la mémoire de Rockwell et en particulier de son tableau Stockbridge Main Street at Christmas (Home for Christmas), en mettant en scène la rue principale de la ville à l'image du tableau créé 50 ans plus tôt[6].
- (10189) Normanrockwell, astéroïde.
- Le 30 août 2019, la chanteuse Lana Del Rey sort un album intitulé Norman Fucking Rockwell! qui lui rend hommage, tout comme la chanson homonyme.

### Rétrospectives
En 2019, le Mémorial de Caen lui consacre une exposition intitulée Rockwell, Roosevelt & les Quatre Libertés. Proposée par le musée Norman Rockwell en partenariat avec le Mémorial de Caen, cette exposition fait l’objet d’une tournée, dont la seule présentation hors des États-Unis se fait au Mémorial, en Normandie.

## Œuvres principales
- Le Garçon au landau (Boy with baby carriage ou Salutation) (1916) première couverture pour le Saturday Evening Post
- Le Cirque Barker (The Circus Barker) (1916)
- Le Livre de compte du Père Noël (Santa and His Expense Book) (1920)
- Baignade Interdite (No Swimming) (1921)
- Le Trio de Noël (Christmas Trio) (1923)
- Thanksgiving, Le Glouton (1923) couverture de Life
- La Partie de dames (Checkers) (1928)
- Le Spectacle de la mer (Looking Out to Sea) (1927) illustration pour Ladies Home Journal
- Gary Cooper dans le Texan (1930)
- Le Pays de l'enchantement (Land of Enchantment) (1934) illustration pour le Post
- Le Quatuor de garçons coiffeurs (Barber Shop Quartet) (1936)
- La Nouvelle Enseigne de taverne (The New Tavern Sign) 1936 illustration pour le Post
- Illustrations pour Les Aventures de Tom Sawyer 1936
- Yankee Doodle (1937) peinture murale pour l'auberge Nassau de Princeton
- L'Artiste face à la page blanche (Blanck Canva) (1938)
- Le Concours des forgerons (Blacksmith's boy -  Heel and Toe) (1940) illustration pour le Post
- Série Willie Gillis (1941-1946) série de couvertures pour le Post autour d'un G.I. fictif symbolisant l'engagement des États-Unis dans la guerre
- Les Quatre Libertés (1943) sur le thème des quatre libertés énoncées par Roosevelt
  - La Liberté de parole (1943)
  - La Liberté de culte (1943)
  - À l'abri du besoin (1943)
  - À l'abri de la peur (1943)
- Rosie la riveteuse (Rosie the Riveter) (1943)
- Le Tatoueur (The Tatooist (1944)
- Aller et retour (Going and Coming)  (1947)
- Retour à la maison pour Noël (1948)
- La Boutique du barbier Shuffleton (Shuffleton's Barbershop) (1950)
- Le Bénédicité (1951)
- A Day In The Life A Little Boy (1952)
- La fille à l’œil au beurre noir (1953)
- Jeune Fille au miroir (Girl at the Mirror) (1954)
- Le Grand départ (Breaking Home Ties) (1954)
- Le Contrat de mariage (1955)
- Après le bal (After the prom) (1957)[8]
- La Fugue (1958)
- Avant la piqûre (Before the Shot)  (1958)
- Triple autoportrait (1960)[9]
- Règle d'or (1961)
- The Problem We All Live With (Notre problème à tous) (1964)
- L'Emménagement (New kids in the neighborhood) (1967)